# Aphodius elegans
Aphodius elegans är en skalbaggsart som beskrevs av Allibert 1847. Aphodius elegans ingår i släktet Aphodius och familjen Aphodiidae. Inga underarter finns listade i Catalogue of Life.